# Steelbath Suicide
Steelbath Suicide – debiutancki studyjny album szwedzkiej melodic death metalowej grupy Soilwork. Został wydany 20 maja 1998 nakładem wydawnictwa Listenable Records. Reedycja została wydana w roku 2000 poprzez Century Media Records.

## Lista utworów (wersja standardowa)
1. "Entering the Angel Diabolique" – 2:25
2. "Sadistic Lullabye" – 2:55
3. "My Need" – 3:42
4. "Skin After Skin" – 3:27
5. "Wings of Domain " – 3:19
6. "Steelbath Suicide" – 2:54
7. "In a Close Encounter" – 2:52
8. "Centro de Predominio" – 2:06
9. "Razorlives" – 4:24
10. "Demon in Veins" – 3:43
11. "The Aardvark Trail" – 4:17

### Utwory bonusowa dla wersjijapońskiej
1. "Disintegrated Skies"
2. "Burn" (cover Deep Purple)

### Bonusowe utwory z reedycji
1. "Sadistic Lullabye (live)" – 3:17

## Twórcy
- Björn "Speed" Strid – wokal
- Peter Wichers – gitara
- Ludvig Svartz – gitara
- Carlos Del Olmo Holmberg – keyboard, syntezator, programowanie
- Ola Flink – gitara basowa
- Jimmy Persson – perkusja